# Свортмор (Пенсилванија)
Свортмор (енгл. Swarthmore) град је у америчкој савезној држави Пенсилванија.

## Демографија
По попису из 2010. године број становника је 6.194, што је 24 (0,4%) становника више него 2000. године.
| Група             | 2000.         | 2010.         |
| Белци             | 5.172 (83,8%) | 4.896 (79,0%) |
| Афроамериканци    | 291 (4,7%)    | 308 (5,0%)    |
| Азијати           | 339 (5,5%)    | 474 (7,7%)    |
| Хиспаноамериканци | 208 (3,4%)    | 305 (4,9%)    |
| Укупно            | 6.170         | 6.194         |